# Kristian Anderson
Kristian Anderson (* 1975; † 2. Januar 2012 in Sydney) war ein australischer Blogger und Videoeditor, welcher vor allem durch ein an seine Frau gerichtetes, öffentliches Geburtstagsvideo bekannt geworden ist.

Nachdem Anderson im Oktober 2009 mit Darm- und Leberkrebs diagnostiziert wurde, führte er zwei Jahre lang den vielgelesenen Blog How the lights get in, in dem er über sein Leben mit der Krankheit berichtete und andere Männer zu Vorsorgeuntersuchungen aufrief.

Weltweite Bekanntheit erlangte Anderson, als er 2010 ein Video ins Netz stellte, in dem er seiner neuseeländischen Frau Rachel für ihre Unterstützung dankte. Dem Video vorangestellt war eine Nachricht des neuseeländischen Premierministers John Key. Auch den australischen Schauspieler Hugh Jackman konnte Anderson für einen kurzen Auftritt im Video gewinnen. Andersons zwei Söhne waren ebenfalls im Video zu sehen.

Ende 2010 wurden Anderson und seine Frau in die Oprah Winfrey Show eingeladen, wo ihnen ein sechsstelliger Geldbetrag für weitere Behandlungskosten und einen eventuellen Urlaub überreicht wurde.

Nachdem er kurz nach Neujahr in ein Koma gefallen war, verstarb Anderson am 2. Januar 2012.